# Гастингс, Ганс, 12-й граф Хантингдон
Ганс Гастингс (англ. Hans Hastings; 14 августа 1779 — 9 декабря 1828) — британский аристократ, 12-й граф Хантингдон с 1819 года. Служил во флоте, участвовал в войнах с Францией, занимал пост губернатора Доминики в 1822—1824 годах.

## Биография
Ганс Гастингс принадлежал к младшей ветви аристократического рода Гастингсов и был потомком 2-го графа Хантингдона. Он стал четвёртым и единственным выжившим сыном подполковника Джорджа Гастингса и Сары Ходжес (дочери полковника Томаса Ходжеса). Ганс родился в 1779 году, получил образование в Рептонской школе (1787—1790) и школе Джона Беттсворта в Челси. В 1793 году поступил на военно-морскую службу — на корабль «Флора», под начало сэра Джона Уоррена. Был ранен во время киберонской экспедиции, в 1799 году стал лейтенантом, позже был начальником артиллерийских складов на острове Уайт.
Старшая ветвь рода Гастингсов угасла в 1789 году, так что титул графа Хантингдона оказался в состоянии бездействия. Дядя Ганса, священнослужитель Теофилус Гастингс, объявил себя 11-м графом, но ничего не предпринял, чтобы доказать свои права. Он умер в 1804 году бездетным; Ганс, ставший его наследником, решил выяснить, может ли он претендовать на титул, но вскоре оставил свои попытки (в основном из-за нехватки денег). В 1817 году за дело взялся друг Ганса, Генри Ньюджент Белл. Генеральный прокурор в октябре 1818 года признал претензии Гастингса обоснованными, и 14 января 1819 года Ганс занял место в Палате лордов как 12-й граф Хантингдон. Однако обширные земли в Лестершире, связанные с титулом, он не получил.
Военная карьера Гастингса продолжилась и после этого. В 1821 году граф стал коммандером, в 1822—1824 годах он занимал пост губернатора Доминики, в 1824 году стал капитаном и получил под своё командование шлюп «Гермес». Однако вскоре Хантингдон был вынужден сложить командование из-за болезни и вернулся в Англию. В 1828 году он умер.

## Семья и наследство
Ганс Гастингс был женат на Фрэнсис Кобб, дочери Ричарда Кобба. В этом браке родились 10 детей, в том числе:
- Фрэнсис (1805—1851), жена Генри Паркера[4];
- Селина (1807—1885), жена Чарльза Дента[5];
- Фрэнсис (1808—1875), 13-й граф Хантингдон[6];
- Арабелла (1811—1899), жена Джорджа Брука[7];
- Джордж (1814—1876)[2];
- Луиза (1816—1868), жена Джона Лиса[8];
- Эдуард (1818—1857)[9];
- Ричард (1820—1865)[3].

В 1820 году граф овдовел и спустя полгода женился во второй раз — на Элизе Беттсворт, дочери Джозефа Беттсворта и вдове Александра Тислтуэйта. Этот брак остался бездетным, Элиза после смерти Гастингса вышла замуж за полковника сэра Томаса Харриса и умерла в 1846 году.